# Micromyrtus sessilis
Micromyrtus sessilis är en myrtenväxtart som beskrevs av John William Green. Micromyrtus sessilis ingår i släktet Micromyrtus och familjen myrtenväxter. Inga underarter finns listade i Catalogue of Life.